# Гельмут Ляйхт
Гельмут Ляйхт (нім. Helmut Leicht; 24 жовтня 1914, Людвігсбург, Німецька імперія — 22 червня 1944, Вітебськ, БРСР) — німецький льотчик-ас штурмової авіації, майор люфтваффе (жовтень 1943). Кавалер Лицарського хреста Залізного хреста з дубовим листям.

## Біографія
Після закінчення авіаційного училища зарахований в 1-у групу 77-ї ескадри пікіруючих бомбардувальників, у якій провів більшу частину служби. Учасник Польської і Французької кампаній, а також Німецько-радянської війни. З літа 1942 року — командир 2-ї ескадрильї. З 1 квітня 1943 року — командир 2-ї групи. 18 жовтня 1943 року група Ляйхта була переформована на 3-ю групу 10-ї ескадри підтримки сухопутних військ і Ляйхт був призначений її командиром. Його літак був збитий і Ляйхт загинув.
Всього за час бойових дій вчинив приблизно 900 бойових вильотів.

## Нагороди
- Нагрудний знак пілота
- Залізний хрест
  - 2-го класу (20 вересня 1939)
  - 1-го класу (14 червня 1940)
- Німецький хрест в золоті (10 липня 1942)
- Лицарський хрест Залізного хреста з дубовим листям
  - лицарський хрест (3 вересня 1942) — за 400 бойових вильотів.
  - дубове листя (№631; 24 жовтня 1944, посмертно) — за 900 бойових вильотів.
- Авіаційна планка штурмовика в золоті з підвіскою «900»